# Wolmirstedt
Wolmirstedt è una città di 11 602 abitanti della Sassonia-Anhalt, in Germania.

Appartiene al Circondario della Börde (targa BK).

## Geografia antropica

### Suddivisioni amministrative
Wolmirstedt si divide in 5 zone, corrispondenti all'area urbana e a 4 frazioni (Ortsteil):
- Wolmirstedt (area urbana)
- Elbeu
- Farsleben
- Glindenberg
- Mose